# Luis Bedoya
Luis Fernán Bedoya Reyes (Callao, 20 febbraio 1919 – Lima, 18 marzo 2021) è stato un politico peruviano.

## Biografia

### Istruzione
Frequentò il Liceo ginnasio statale Nuestra Señora de Guadalupe. S'iscrisse presso l'Universidad Nacional Mayor de San Marcos alla Facoltà di Giurisprudenza, dove prese la laurea.

### Attività
Fu Ministro della Giustizia di partito della Democrazia Cristiana, Presidente del Partito Popolare Cristiano. Nel 1978 fu eletto come deputato dell'Assemblea Costituente.
Nel 1963 è stato Ministro della Giustizia della Repubblica Peruviana nel primo governo presieduto da Fernando Belaúnde Terry.
È stato sindaco di Lima dal 1964 al 1968.